# إمارة آل المجلي
إمارة آل المُجَلِّي أو دولة آل المُجَلِّي أو إمارة الحديثة وعانة العُقَيْلِيَّة هي إمارة عربية إسلامية نشأت في حديثة الأنبار تحت الحكم العقيلي، أسسها الأمير مهارش بن المجلي حيث كان المستحفظ بقلعة الحديثة من قبل عام 450 هـ، وهي اشتهرت في تلك السنة بسبب فتنة البساسيري. وتشمل هذه الإمارة مناطق حديثة وعانة وماء الأنبار وما والاهم. مذهبهم الإسلامي غير معروف، غير أنهم وصفوا بشدة التدين والمروءة والعطاء وبكثرة زكاتهم وصلواتهم خصيصاً في الجماعة.

## العلاقات
في بداية الإمارة حكم الأمير مهارش في ضل الدولة العقيلية وشخصيات مثل مسلم بن قريش الذين أيضاً كان مالكيللحديثة وعانة في عهده، إلا أن الأمير مهارش في ذلك الوقت بقي أميراً ووالياً فيها، وكانوا آل المُجَلِّي من أقرب الناس لآل المسيب في الموصل نسباً حيث ينادي خامس أمراء الدولة العقيلية قريش بن بدران مهارش: ابن عمي، وعرف قريشاً أن مهارش كان فيه دين، ثم استأمنه بالخليفة، كلها مواصفات تدل إلى أن كان هناك علاقة بينهم. ولكلٍ من خلف هذه الإمارة شاعر مدحه بأغر القصائد. وكان أمراء إمارة آل المجلي يميلوا إلى الخلافة العباسية، ولم يرغب العباسيون بزوال إمارتهم بفضل فعل الأمير مهارش في فتنة البساسيري وأنقاضه للخليفة القائم بأمر الله.
سميت إمارة آل المُجَلِّي نسبةً إلى أبا مؤسسها الأمير مهارش وهو المُجَلِّي بن عُكَيث بن قَيَّان بن شُعَيب بن المُقَلَّد الأكبَر بن جَعفَر بن عَمرو بن المَهيَا بن عَبد الرَحمن بن يزِيد بن عَبد الله بن زَيد بن قَيس بن حُوثَة بن طَهقَة بن رُبَيعَة بن حُزْن بن عُبَادَة بن عُقَيل بن كَعَب بن رَبِيعَة بن عَامِر بن صَعصَعَة بن مُعَاوِيَة بن بَكر بن هَوَازِن بن مَنصُور بن عِكرَمَة بن خَصفَة بن قَيس عَيلَان بن مُضَر بن نِزَار بن مَعَد بن عَدنَان.(1)  فيلتقون في نسبهم مع باقي الفروع العقيلية الحاكمة مثل بنو مقن والمسيب بالمقلد الأكبر. لكن الإمارة في وقتها لم تعرف باسمٍ محدد.

## تاريخ حكامها

### في حكممهارش بن المجلي
- في حكمه عام 450 هـ وقعة فتنة البساسيري، حيث اتفق البساسيري وقريش بن بدران على أن ينفيا الخليفة القائم العباسي عند الأمير مهارش إلى أن يقررا ما يفعلا به، فبعث قريش الخليفة إلى حديثة واستقبله مهارش وأكرمه إكراماً عظيماً، وأخذ مهارش الخليفة إلى عانة حيث بقا في بيت مهارش حيث خدم مهارش الخليفة بنفسه وأبناءه لمدة سنة.
- في أواخر الفتنة سنة 451 هـ قيل لمهارش أن يأخذ الخليفة إلى الخليفة المستنصر بالله الفاطمي، وقال قريش بن بدران له أن يأتي بالخليفة له في الموصل، لكن أبى مهارش وحما الخليفة وأخذه مع حملة من قبيلته وأبناءه في سرية باحثين على السلطان السلجوقي طغرل بك، فأعاد الخليفة إلى منصبه.
- بلغت دولة آل المجلي أوجها في عهد الأمير مهارش، حيث عظم شأنه بسبب هذه الحادثة، وأعطاه السلطان (إقطاع) هيت وثلاثة الاف دينار، وأعطاه الخليفة من الأموال والكثير من الاقطاع أبرزهم دجيل ونهر الملك، حتا أصبح مهارش أيسر بنو عقيل.[10][12]
- عاش وهو من أعظم زعماء بنو عقيل في البادية، وفي آخر حكمه كان ابنه الأمير سليمان سنداً له.[16] ثم توفي مهارش سنة 499 هـ.[6]

### في حكمسليمان بن مهارش
- خلف الإمارة بعد وفات والده سنة 499 هـ.[17][16]
- في سنة 516 هـ أقام وزير الخليفة السابق أبو علي بن صدقة في إمارة سليمان بعد أن إعتزل عن الوزارة، مما يؤكد أن الإمارة بقت مفر ناجح بعيدة عن إضطرابات بغداد السياسية.
- في سنة 517 هـ وقعت معركة المباركة في إمارة آل المجلي، ودخل الأمير سليمان في دعم الخليفة المسترشد بالله حيث كان مسؤولاً عن الساقة.[18]
- إشتهرت إمارته بكثرة خيلها وسلاحها وسيفها ورماحها والحديد والشهرة والعزومة بين العرب.[7] ثم توفي الأمير سليمان سنة 528 هـ.[19]

### في حكمالمقلد بن سليمانوإخوته
- خلف الإمارة مع إخوته في صغر سنهم بعد وفات والدهم سنة 528 هـ.[19][20]
- لم يطل حكمهم حيث في سنة 536 هـ ملك عماد الدين زنكي الإمارة واعتقل أهل مهارش فيها وأرسلهم إلى الموصل.[21][22][23]
- ثم عاش المقلد طول حياته محاولاً إسترجاع مجد قبيلته وإنشاء إمارة من جديد. عرفت إمارته على قبيلته بعد إنتهاء الإمارة بشدة كرمه، وشدة قوته العسكرية الحربية.[20]

## إرث آل المجلي

### بنو مهارش
بَنُو مُهَارِش هي مجموعة عشائر عربية من بني عُبادة بن عقيل، وأكثرهم اليوم في العراق والشام.

#### سكن بعضهم الموصل
بعد أن نقل عماد الدين زنكي آل مهارش في 536 هـ إلى الموصل، أسكنهم في محلة سميت باسمهم وهي محلة الحديثيون، وهي تقع في غرب الموصل. وفي محلة الحديثيون لبنو مهارش يقع مسجد منصور الحاج، فقيل أن ربما بنو مهارش هم الذين جددوه. في القرن 11 هـ، هاجر بعض سكان الحديثة العلويون إلى الموصل وسكنوا مع بنو مهارش. وهؤلاء الحديثيون هم من عشائر الموصل إلى اليوم ونسبهم: الحديثي. ومن أعلام الحديثيون هو الحاج جمعة الحديثي الذي في سنة 1095 هـ أكمل بناء جامع السلطان أويس.

### نفوذ أخرى
بقوا آل المجلي عائلة شريفة، وكان لهم عدة أدوار مهمة، مثل؛ سنجر بن المقلد المتوفي 602 هـ، أمير بنو عُبادة في العراق.
وللمرة الثانية في تاريخ هذه العائلة، أسهمت في إسترجاع وحماية الخلافة العباسية، حيث بعد غزو المغول لبغداد سنة 656 هـ، في رجب سنة 659 هـ خرج الأمير أحمد بن المستظهر بالله باحثاً عن الدعم من قبائل العرب، فمن الذين دعموه هم آل المُجَلِّي، حيث وفد أحمد المستنصر بالله على الظاهر بيبرس مع دلالة جماعة من بني مُهَارِش، وهم عشرة أمراء ومشايخ بنو عبادة أعراب الحلة، مقدمهم ابن قبيتا والأمير ناصر الدين مهنا، وقيل أن هذه كانت جماعة من بني خفاجة إلا أن أغلب المصادر تقول أنهم من بني مهارش، وغالباً أن كان هناك أكثر من مجرد بني مهارش مع الخليفة مما صنع هذا الاختلاف.
والشيخ خَضَر بن بدران بن الأمير المقلد شيخ قبائل السواعد، وهم مجموعة من بني حرب البجيلية وبني سليم، وبني ثقيف وبني ثمالة القيسية، وبني سفيان من ثقيف، وبني راشد من العميرات العنزة، وبني ساعدة من بني أسد. وكان الشيخ خَضَر من كبار الجماعة التي وفدت على الملك الظاهر بعد كسرة الخليفة المستنصر المجهز من مصر لاستفتاح العراق. فأنعم الملك الظاهر عليهم وفتَّاهم. ثم كانوا له عيناً على التتار، وأعواناً له للانتصار. ويظهر هذا الوفد أن قبائل السواعد أحلاف في بني عُبادة وخَفَاجة زيادةً على الروابط بالنسب.

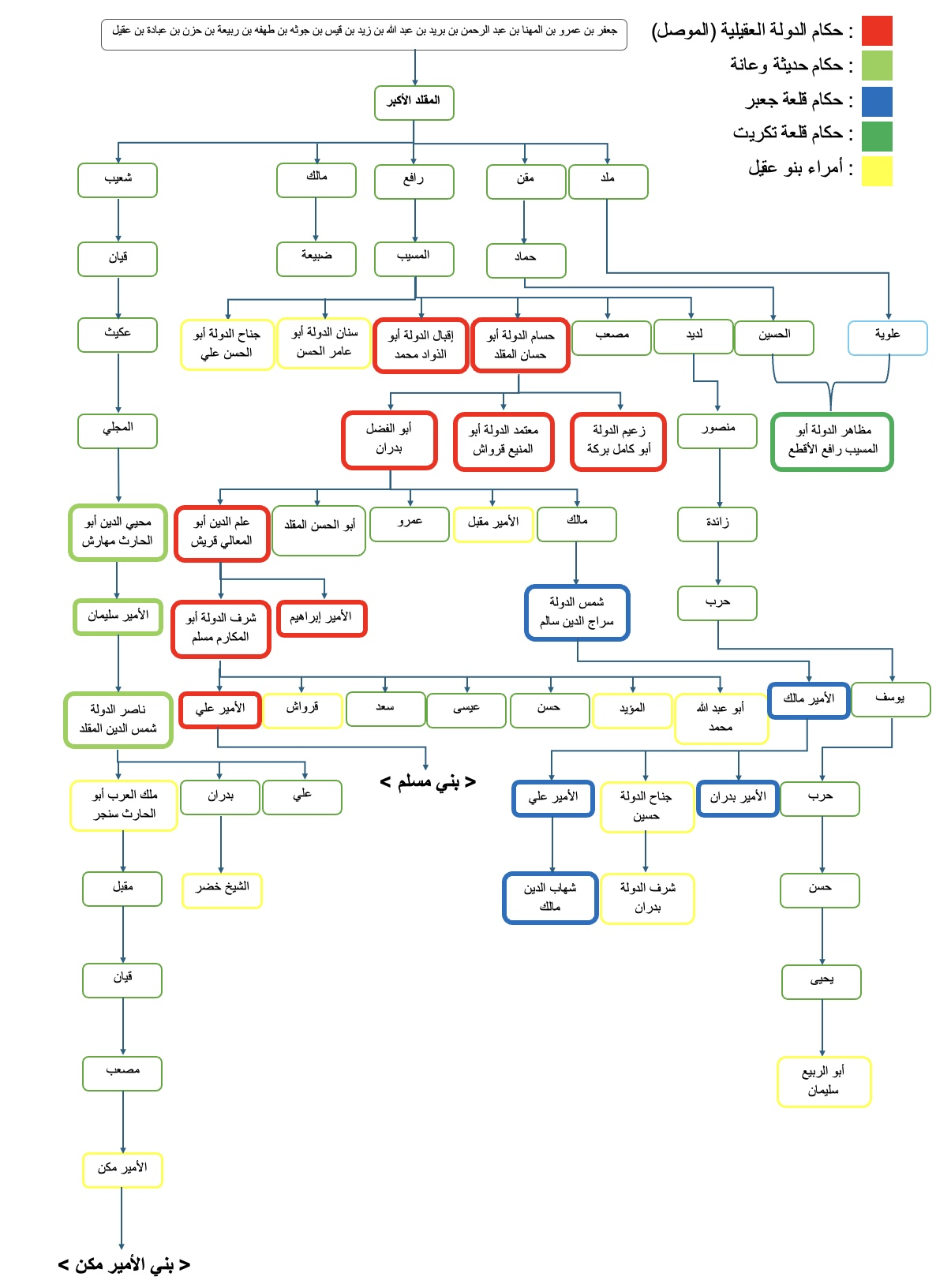
شجرة عائلة الحكام العقيليون من بنو المقلد الأكبر، كانوا في وقتها أبناء عم.

سكنوا بنو عُبادة من بغداد إلى الموصل، وفي دمشق أيضاً قوم من عُبادة، وعلى الأغلب أن آل المجلي أيضاً عاشوا معهم في تلك الفترة الزمنية حوالي القرن السادس والسابع للهجرة. يعتبر الأمير مهارش من كبار أجداد بنو عُقَيل، ومن نسله اليوم من هم الآن في العراق والشام (الأكثرية) وإيران وكردستان والوطن العربي وتركيا وغيرهم من الدول.
وأكثر من ينسب لمهارش ينسب إلى الأمير سنجر بن المقلد، الذي أشهر نسله هو الأمير جعفر بن الأمير مكن بن مُصعَب بن قيان بن مُقبَل بن سَنجَر، ومن العشائر التي تنسب للأميرين جعفر ومكن هي: قبيلة النجادات · آل عجيل · آل سلطان · البو مهارش · آل درويش · آل فرمان · آل هاشم · آل غياض · الصرايفيين · آل سبتي · آل ناصر · البو عبد علي · عشيرة الحِجَّاج · الشغانبة · آل جنديل · البو سليمي · عشائر البو ضوي · الگريزات · قبيلة العنبگية · المهدية · الجعيفرية · آل حيدر · الهشوش · آل عمران · عائلة الشمالي · عائلة الرامي · آل غليون · الدفافعة، وغيرهم.

## الهوامش
- «1»: اختلافات في نسبه بين المصادر: تختلف المصادر في ذكر أسماء أسلاف مهارش بن المجلي بسبب الاختلافات في الترجمات والتوثيق التاريخي. الاختلافات البارزة هي:

كتبت بعض المصادر اسم مُهارش باستخدام حرف الواو فكتب مُهاوِش، والصحيح مهارش. ذكرت بعض المصادر أن أبا مهارش هو علي بن المجلي وهو قول خاطئ كما وضح في المصدر نفسه. وقيل أن اسم جد مهارش هو المقلد، وهذا على الأغلب لأن الكاتب ظن أن مهارش حقاً ابن عم قريش بن بدران وأن جده هو حسام الدولة المقلد. وقيل أن اسم مهارش هو مهارس. وقيا أن اسمه مهارش بن أبي المجلي المبارك بن المقلد. عُكَيث: يذكر في بعض المصادر بإسم عكيب أو عليث أو عُلَيب وسَكِيت وعليت. قَيَّان: يُذكر في بعض المصادر باسم قَبَّان و قِنَان و فَتَّان وفَنَّان ومُختَار. شُعَيب: يُذكر في بعض المصادر باسم شغب أو أشعب أو شعب. المُقَلَّد الأكبر: تذكر بعض المصادر أن والده هو المَهيَا مباشرةً، ولكن الأصح هو المُقَلَّد بن جعفر بن عمرو بن المَهيَا. المَهيَا: يُذكر أيضًا باسم المُهَنَّا و المهيأ والمُرضِي. حُوثَة: يُذكر في بعض المصادر باسم جوثة. طَهقَة: يُذكر في بعض المصادر باسم طَهفَة. رُبَيعَة: يُذكر نادرًا باسم رُبَيعِيَة، وببعض المصادر لا تذكره في النسب، ولكن رُبَيعَة هو الأصح.
1. ↑  الشيخ الإمام جمال الدين أبو الحسن علي بن منصور ظافر بن حزين الأزدي، علي (1999). أخبار الدول المنقطعة (ط. 1). إربد، الأردن: دار الكندي للنشر والتوزيع. ج. 2. ص. 430.
2. ↑  تقي الدين أحمد بن علي بن عبد القادر، أبو العباس الحسيني العبيدي المقريزي، أحمد المقريزي (1971). اتعاظ الحنفا بأخبار الأئمة الفاطميين الخلفا. archive.org. ج. ج٢. ص. 253, 254, 255, 256. {{استشهاد بكتاب}}: تحقق من التاريخ في: |سنة= لا يطابق |تاريخ= (مساعدة)
3. 1 2 3  "لمحات تاريخيه عن الامارات العقيليه العامريه - شبكة مجالس قبيلة العوازم الهوازنية - منتدى العوازم الرسمي". www.alawazm.com. مؤرشف من الأصل في 2011-01-02. اطلع عليه بتاريخ 2025-03-13.
4. ↑  "ص111 - كتاب مجمع الآداب في معجم الألقاب - محيي الدين أبو الحارث مهارش بن المجلي بن عكيث بن قنان بن شغب بن المقلد العقيلي المضري صاحب الحديثة - المكتبة الشاملة". shamela.ws. مؤرشف من الأصل في 2025-03-22. اطلع عليه بتاريخ 2025-02-18.
5. 1 2 3 4 5 6 7 8 9  شَمْسْ اَلدِّينْ أَبُو اَلْعَبَّاسْ أَحْمَدْ بْنْ مُحَمَّدْ بْنْ إِبْرَاهِيمْ بْنْ أَبِي بَكْرْ بْنْ خَلِّكَانْ، ابن خلكان (~1200). وفيات الأعيان وأنباء أبناء الزمان. بيروت: دار صادر بيروت. ج. 5. ص. 269. {{استشهاد بكتاب}}: تحقق من التاريخ في: |تاريخ= و|سنة= لا يطابق |تاريخ= (مساعدة)
6. 1 2 3  بو عبد الله شمس الدّين مُحَمَّد بن أحمد بن عُثمان الذَّهَبِيّ، شمس الدين الذهبي (1338). سير أعلام النبلاء (ط. 11th). بيروت: مؤسسة الرسالة، بيروت لبنان. ج. 19. ص. 224–225. {{استشهاد بكتاب}}: تحقق من التاريخ في: |سنة= لا يطابق |تاريخ= (مساعدة)
7. 1 2  السيد جاسم وشاكر هادي شاكر، جاسم وشاكر (1974). ديوان الأمير شهاب الدين أبي الفوارس. بغداد: دار الحرية للطباعة. ج. 1. ص. 322–323.
8. ↑  الدكتور عبدالعزيز بن محمد الفيصل، عبدالعزيز (16 يوليو 2024). شعراء بني عقيل وشعرهم في الجاهلية والإسلام حتا آخر العصر الأموي. وقفية الأمير غازي للفكر القرآني. ج. 1. ص. 10, 18.
9. ↑  الدكتور فؤاد صالح السيد (2011). مؤسسة الدول الإسلامية (ط. 1). لبنان: مكتبة حسن العضرية. ص. 494–495.
10. 1 2 3  غرس النعمة محمد بن هلال بن الحسن الصابئ، محمد (1986-1987). عيون التواريخ. جامعة دمشق، كلية الآداب، قيم التاريخ: archive.org. ص. 113, 115, 130, 131, 132, 138, 141, 188, 275. {{استشهاد بكتاب}}: تحقق من التاريخ في: |سنة= لا يطابق |تاريخ= (مساعدة)
11. ↑  جمال الدين أبو الفرج عبد الرحمن بن علي بن محمد الجوزي، عبدالرحمن ((1178م) 574هـ). المنتظم في تاريخ الأمم والملوك (ط. 1992 AD). بغداد: archive.org. ج. 16. ص. 34–52. {{استشهاد بكتاب}}: تحقق من التاريخ في: |تاريخ= و|سنة= لا يطابق |تاريخ= (مساعدة)
12. 1 2  الصاحب كمال الدين عمر بن أحمد بن أبي جرادة، عمر (1988). بغية الطلب في تاريخ حلب. بيروت: دار الفكر. ج. 1. ص. 1349–1354. {{استشهاد بكتاب}}: تحقق من التاريخ في: |سنة= لا يطابق |تاريخ= (مساعدة)
13. ↑  د. محمد جلال، صفحة 70
14. ↑  موسوعة الموصل الحضارية (ط. 1). جامعة الموصل: دار الكتب للطباعة والنشر. ج. 2. 1992. ص. 107.
15. 1 2  قلائد الجمان في فرائد شعراء هذا الزمان | مجلد 2 | صفحة 97 | حرف السين | ذكر مفاريد الأسماء في هذا ال.
16. 1 2  عبد الخالق بن عبد الجليل الجنبي، عبد الخالق (2016). شرح ديوان ابن المقرب (ط. 2). بيروت: دار المحجة البيضاء. ج. 4. ص. 2203–2205.
17. ↑  "الكامل في التاريخ - ابن الأثير - ج ١٠ - الصفحة ٤١٦". shiaonlinelibrary.com. مؤرشف من الأصل في 2025-01-15. اطلع عليه بتاريخ 2025-03-30.
18. ↑  "كتاب : الكامل في التاريخ لابن الأثير 29". www.islamicbook.ws. مؤرشف من الأصل في 2024-11-18. اطلع عليه بتاريخ 2025-03-18.
19. 1 2  "الكامل في التاريخ - ابن الأثير - ج ١١ - الصفحة ١٧". shiaonlinelibrary.com. مؤرشف من الأصل في 2025-01-08. اطلع عليه بتاريخ 2025-03-24.
20. 1 2  السيد جاسم وشاكر هادي شاكر، جاسم وشاكر (1974). ديوان الأمير شهاب الدين أبي الفوارس. بغداد: دار الحرية للطباعة. ج. 3. ص. 235–237.
21. ↑  أبي الفرج عبدالرحمن بن علي بن محمد بن الجوزي، عبدالرحمن (~574 هـ). المنتظم في تاريخ الملوك والأمم. archive.org. ج. 18th. ص. 26. {{استشهاد بكتاب}}: تحقق من التاريخ في: |تاريخ= و|سنة= لا يطابق |تاريخ= (مساعدة)
22. ↑  علي بن زبي الكرم محمد بن محمد بن عبدالكريم بن عبدالواحد الشيباني، علي (ابن الأثير) (~700 AH). الناريخ الباهر الدولة الأتابكية. archive.org. {{استشهاد بكتاب}}: تحقق من التاريخ في: |تاريخ= و|سنة= لا يطابق |تاريخ= (مساعدة)
23. ↑  محمَّد بن سالم بن نصرالله بن سالم ابن واصل، أبو عبد الله المازني التميمي الحموي، جمال الدين، ابن واصل (~670 AH). مفرج الكروب في أخبار بني أيوب. https://app.turath.io/book/16362. ج. 1. ص. 90. {{استشهاد بكتاب}}: تحقق من التاريخ في: |تاريخ= و|سنة= لا يطابق |تاريخ= (مساعدة) وروابط خارجية في |ناشر= (مساعدة)
24. ↑  ابن الشعار، صفحة 97
25. ↑  د. محمد جلال، صفحة 67
26. ↑  الديوه جي، صفحة 166
27. ↑  عبد الملك الشافعي العاصمي المكي (1998). سمط النجوم العوالي (ط. 1). بيروت: دار الكتب العلمية. ص. 530.
28. ↑  أبو عبد الله شمس الدّين مُحَمَّد بن أحمد بن عُثمان الذَّهَبِيّ، شمس الدين الذهبي (1338). سير أعلام النبلاء (ط. 11). بيروت لبنان: مؤسسة الرسالة. ج. 23. ص. 169. {{استشهاد بكتاب}}: تحقق من التاريخ في: |سنة= لا يطابق |تاريخ= (مساعدة)
29. ↑  محمد بن شاكر الكتبي، محمد (1980). عيون التواريخ. العراق: دار الرشيد للنشر. ج. 20. ص. 251. {{استشهاد بكتاب}}: تحقق من التاريخ في: |سنة= لا يطابق |تاريخ= (مساعدة)
30. ↑  الشيخ قطب الدين موسى بن محمد اليونينى، موسى (1955). ذيل مرآة الزمان (ط. 1). مطبعة مجلس دائرة المعارف. ج. 2. ص. 95.
31. ↑  شهاب الدين أحمد بن يحيى، ابن فضل الله العمري (1971). مسالك الأبصار في ممالك الأمصار. بيروت: دار الكتب العلمية. ج. 4. ص. 95.
32. ↑  بعلي، حفناوي (2011). سفر بعل العظيم (حفريات ثقافية اسطورية). دروب للنشر والتوزيع. ص. 673.
33. ↑  الدكتور محمد جمال الدين (1968). دولة بني عقيل في الموصل. بغداد: وزارة التربية، ومطبعة شقيق. ص. 67.
34. ↑  "اماره عبادة - أمارة عباده في العراق النسب والتاريخ". sites.google.com. مؤرشف من الأصل في 2020-10-09. اطلع عليه بتاريخ 2025-05-03.
35. ↑  عبد الرزاق بن أحمد بن محمد الصابوني، محمد ابن الفوطي (~1320). مجمع الآداب في معجم الألقاب. archive.org. ج. 3. ص. 214-215 (الفاء والخاء) (1372 من الكتاب الكامل). {{استشهاد بكتاب}}: تحقق من التاريخ في: |تاريخ= و|سنة= لا يطابق |تاريخ= (مساعدة)
36. ↑  زامباور (1980). معجم الأنساب والأسرات الحاكمة في التاريخ الإسلامي. بيروت: دار الرائد العربي. ص. 206.
37. 1 2 3 4  "أرسلان بن عبد الله أبو الحارث البساسيري". موسوعة الأدب العربي. 21 أكتوبر 2022. اطلع عليه بتاريخ 2025-02-17.
38. 1 2 3 4  شَمْسْ اَلدِّينْ أَبُو اَلْعَبَّاسْ أَحْمَدْ بْنْ مُحَمَّدْ بْنْ إِبْرَاهِيمْ بْنْ أَبِي بَكْرْ بْنْ خَلِّكَانْ، ابن خلكان (~1200). وفيات الأعيان وأنباء أبناء الزمان. بيروت: دار صادر. ج. 1. ص. 192–193. {{استشهاد بكتاب}}: تحقق من التاريخ في: |تاريخ= و|سنة= لا يطابق |تاريخ= (مساعدة)
39. ↑  "الأدعاء بأنتساب عشيرة المهدية الى قبيلة عباده". baniemhadi.yoo7.com. مؤرشف من الأصل في 2025-04-01. اطلع عليه بتاريخ 2025-02-17.
40. 1 2  "اماره عبادة - عشيره النجادات اماره عباده". sites.google.com. اطلع عليه بتاريخ 2025-02-18.
41. 1 2 3 4  تقي الدين أحمد بن علي بن عبد القادر، أبو العباس الحسيني العبيدي المقريزي، أحمد المقريزي (1971). اتعاظ الحنفا بأخبار الأئمة الفاطميين الخلفا. archive.org. ج. 2. ص. 253–256. {{استشهاد بكتاب}}: تحقق من التاريخ في: |سنة= لا يطابق |تاريخ= (مساعدة)
42. ↑  محمد بن أحمد بن شاكر الكتبي (1963). (مخطوط) عيون التواريخ. القاهرة: دار الكتب، قسم التصوير. ج. 13. ص. 76–77.
43. ↑  alsunniah.com https://alsunniah.com/book/1290/1519. اطلع عليه بتاريخ 2025-02-17. {{استشهاد ويب}}: الوسيط |title= غير موجود أو فارغ (مساعدة)